# Мосхонісійська митрополія
Мосхонісійська митрополія (грец. Μητρόπολη Μοσχονησίων) — історична митрополія Константинопольської православної церкви на території Туреччини. Єпархіальний центр — Алібей (грец. Μόσχοσ) на острові Джунда.
Митрополія охоплює територію Айвалицьких островів біля західного узбережжя Туреччини (22 острови), що належать до провінції Баликесір.
Острови спочатку входили до Ефеської митрополії. У 1644 році перейшли до Мітілінійської митрополії, до 1729 року стали патріаршим екзархатом. У 1742 році ввійшли до Смірнської митрополії, в 1750 — до Ефеської, а в 1760 — знову до Мітілінійської. Після цього знову короткий час були патріаршим екзархатом, а в 1763 році ввійшли до Смірнської митрополії. 30 січня (10 лютого) 1766 утворена Мосхонісійська єпархія в складі Смірнської митрополії. 19 лютого (4 березня) 1922 єпархія перетворена на митрополію.
Після розпаду Оманської імперії в 1919 році острови зайняла грецька армія, проте в 1922 році острови були відвойовані турками, грецьке населення було виселене. Таким чином на території митрополії не залишилось християнського населення.
Правлячий архієрей має титул митрополит Мосхонісійський, іпертим і екзарх Іди і Егейського узбережжя.

## Очільники митрополії (з 1919 року)
- Фотій (Маринакіс) (1913—1922)
- Амвросій (Пліантідіс) (1922)
- Апостол (Даніїлідіс) (2000—2011)